# Piet Visser (burgemeester)
Pieter Fokkes (Piet) Visser (Schiermonnikoog, 13 mei 1942) is een Nederlands politicus van de ARP en later het CDA.
Na de mulo ging hij op 16-jarige leeftijd werken bij de gemeentesecretarie van Schiermonnikoog. In de jaren daarna was hij werkzaam bij de gemeentesecretarieën in Ezinge (1960), Weststellingwerf (1966) en vervolgens Ten Boer (1968) waar hij het bracht tot loco-gemeentesecretaris. Op 1 januari 1978 werd hij benoemd tot burgemeester van de toenmalige Friese gemeente Westdongeradeel. Bijna zes jaar later, op 1 oktober 1983,  volgde zijn benoeming tot burgemeester van Kollumerland en Nieuwkruisland. Na daar drie termijnen van zes jaar burgemeester te zijn geweest en in totaal 42 jaar bij de overheid gewerkt te hebben ging hij in oktober 2001 op 59-jarige leeftijd vervroegd met pensioen.